# 新性能電車の車両形式
新性能電車の車両形式（しんせいのうでんしゃのしゃりょうけいしき）では、1959年に称号改正された101系電車・151系電車・153系電車・155系電車など以降の日本国有鉄道（国鉄）及び国鉄分割民営化により国鉄の車両を引き継いだJR各社が保有する新性能電車および貨物電車であるM250系の形式番号の付与法則について記述する。
電車の形式称号は、以下の時期によって称号方式が異なる。
- 新性能電車 - 1959年に称号改正された101系電車・151系電車・153系電車・155系電車など以降
- それ以前の旧形電車。

本節では前者について記載し、後者は国鉄旧形電車の車両形式を参照されたい。
なお交直両用電車および交流電車については、旧形電車に属する吊り掛け駆動方式を採用した車両であっても新性能電車の称号規程により形式が付与される。

## 形式標記
|                                                             | 構造別記号 | 用途別記号 | 形式数字 | 形式数字 | 形式数字 | 形式数字 | - | 車両番号 | 車両形式                         |
| ○                                                           | ●          |            | A        | B        | C        | XXXX     | - |          | 車両形式                         |
| ----------------------------------------------------------- | ---------- | ---------- | -------- | -------- | -------- | -------- | - | -------- | -------------------------------- |
| 1.国鉄車両およびJR各社 （ただし2.とJR四国の新製形式を除く） | モ         | ハ         |          | 4        | 8        | 5        | - | 96       | 485系電車モハ485形電動車         |
| 2.JR東日本E351系電車以降の表記                              | ク         | ハ         | E        | 2        | 3        | 1        | - | 21       | E231系電車クハE231形制御車       |
| 3.JR東日本の蓄電池駆動電車                                  | E          | V-         | E        | 3        | 0        | 1        | - | 1        | EV-E301系電車EV-E301形制御電動車 |

### 車両の種類を表す記号
車両の種類を表す記号は、次のとおりである。
| 記号     | 車種       | 車種解説                       |
| -------- | ---------- | ------------------------------ |
| クモ(Mc) | 制御電動車 | 運転台と動力装置のある車両     |
| モ(M)    | 電動車     | 動力装置（モーター）のある車両 |
| ク(Tc)   | 制御車     | 運転台のある車両               |
| サ(T)    | 付随車     | 運転台も動力装置もない車両     |

### 車両の設備を表す記号
単独で使用する場合が多い。
- 合造車の場合は下記の順番で重ねて使用される。電車では285系のみで使用されているA・B寝台合造車は「ロハネ」と標記される。
- 583系（寝台車と普通車）や485系「ニューなのはな」（お座敷グリーン車と普通車）のように座席に転換・可変機構が設けられている場合にはその中で高い等級のものが付けられる。
- 記号文字の「ロ」及び「ハ」はもともと一等車から順にいろは順に付けた記号の「イ」（一等車）が廃止され(2013年に「ななつ星in九州」の客車として復活)「ロ」（二等車→一等車）と「ハ」（三等車→二等車）の記号が残ったものである。それ以外は用途設備及びその関連語の読みに由来するが、詳細は各車種の記事参照。

| 種別   | 記号 | 1969年5月10日以降              | 1969年5月9日以前               | 1960年5月31日以前              |
| ------ | ---- | ------------------------------ | ------------------------------ | ------------------------------ |
| 営業用 | イネ | 特別A寝台(g)                   | N/A                            | N/A                            |
| 営業用 | ロネ | A寝台車(n)                     | N/A                            | N/A                            |
| 営業用 | ハネ | B寝台車(h)                     | 二等寝台車                     | N/A                            |
| 営業用 | ロ   | グリーン車(s)                  | 一等車                         | 二等車                         |
| 営業用 | ハ   | 普通車                         | 二等車                         | 三等車                         |
| 営業用 | シ   | 食堂車（ビュッフェ含む）(b)(d) | 食堂車（ビュッフェ含む）(b)(d) | 食堂車（ビュッフェ含む）(b)(d) |
| 営業用 | ユ   | 郵便車(w)                      | 郵便車(w)                      | 郵便車(w)                      |
| 営業用 | 二   | 荷物車(x)                      | 荷物車(x)                      | 荷物車(x)                      |
| 事業用 | ヤ   | 職用車(z)                      | 職用車(z)                      | 職用車(z)                      |
| 事業用 | エ   | 救援車(h)                      | 救援車(h)                      | 救援車(h)                      |
| 事業用 | ル   | 配給車(a)                      | 配給車(a)                      | 配給車(a)                      |

### 形式数字
形式数字は桁位置により次のような分類がある。また、JR化後に新製されたJR東日本の車両（一部の系列を除く）はこの数字の前にJR東日本の車両を示すE（Eastの頭文字）がつく。
- 百位：電気方式
- 十位：車両の用途
- 一位：系列・形式の区別（おおむね連番）

#### 百位
JR化以降は国鉄継承車を除く。
| 形式番号 | 電気方式                 | 電気方式                           | 電気方式                           | 電気方式             | 電気方式                    | 電気方式                                  | 電気方式                              | 電気方式以外の差違 （ただし、一般的ではない）             | 電気方式以外の差違 （ただし、一般的ではない）                     |
| 形式番号 | 国鉄時代                 | JR北海道                           | JR東日本                           | JR東海               | JR西日本                    | JR西日本                                  | JR九州                                | JR化時点                                                  | 1989年度以降                                                      |
| 形式番号 | 国鉄時代                 | JR北海道                           | JR東日本                           | JR東海               | JR化当初                    | 2005年度以降                              | JR九州                                | JR化時点                                                  | 1989年度以降                                                      |
| -------- | ------------------------ | ---------------------------------- | ---------------------------------- | -------------------- | --------------------------- | ----------------------------------------- | ------------------------------------- | --------------------------------------------------------- | ----------------------------------------------------------------- |
| 1        | 直流                     | 設定なし                           | 直流                               | 直流 （1は設定なし） | 直流 （3は設定なし）        | 直流                                      | 直流 （1・2は2012年時点では設定なし） | 抵抗制御                                                  | VVVFインバータ制御新形式                                          |
| 2        | 直流                     | 設定なし                           | 直流                               | 直流 （1は設定なし） | 直流 （3は設定なし）        | 直流                                      | 直流 （1・2は2012年時点では設定なし） | 電機子チョッパ制御、界磁添加励磁制御、 VVVFインバータ制御 | 電機子チョッパ制御、界磁添加励磁制御、 VVVFインバータ制御         |
| 3        | 直流                     | 設定なし                           | 直流                               | 直流 （1は設定なし） | 直流 （3は設定なし）        | 直流                                      | 直流 （1・2は2012年時点では設定なし） | アルミ合金製車両、 筑肥線直流飛び地用                     | ←に加え、特殊構造車、 界磁添加励磁制御、 VVVFインバータ制御新形式 |
| 4        | 交直両用 （6は設定なし） | 設定なし                           | 交直両用                           | 設定なし             | 交直両用 （4・5は設定なし） | 交直両用 （4・7は2012年時点では設定なし） | 交直両用 （2012年時点では設定なし）   | 抵抗制御                                                  | 抵抗制御                                                          |
| 5        | 交直両用 （6は設定なし） | 設定なし                           | 交直両用                           | 設定なし             | 交直両用 （4・5は設定なし） | 交直両用 （4・7は2012年時点では設定なし） | 交直両用 （2012年時点では設定なし）   | 特殊用途                                                  | VVVFインバータ制御新形式                                          |
| 6        | 交直両用 （6は設定なし） | 設定なし                           | 交直両用                           | 設定なし             | 交直両用 （4・5は設定なし） | 交直両用 （4・7は2012年時点では設定なし） | 交直両用 （2012年時点では設定なし）   | 界磁添加励磁制御、VVVFインバータ制御                      | 界磁添加励磁制御、VVVFインバータ制御                              |
| 7        | 交流 （8は設定なし）     | 交流 （8は2012年時点では設定なし） | 交流 （8は2012年時点では設定なし） | 設定なし             | 交流 （設定なし）           | 交直両用 （4・7は2012年時点では設定なし） | 交流                                  | 抵抗制御、サイリスタ位相制御                              | 抵抗制御、サイリスタ位相制御                                      |
| 8        | 交流 （8は設定なし）     | 交流 （8は2012年時点では設定なし） | 交流 （8は2012年時点では設定なし） | 設定なし             | 交流 （設定なし）           | 直流 （2012年時点では設定なし）           | 交流                                  | 特殊用途                                                  | VVVFインバータ制御新形式                                          |
| 9        | 設定なし                 | 設定なし                           | 試作車                             | 設定なし             | 設定なし                    | 予備                                      | 設定なし                              | 試作車                                                    | 試作車                                                            |

#### 十位
十位の用途は次のとおり。なお、JR化以降は国鉄継承車を除く。また、普通列車用については国鉄時代は接客設備や最高速度の違いなどにより、通勤形と近郊形に明確な区分をしていたが、JR化以降は電車でも一般形の区分が使われるようになった。
| 形式番号 | 用途・構造による区分                | 用途・構造による区分                | 用途・構造による区分                | 用途・構造による区分                | 用途・構造による区分                | 用途・構造による区分                | 用途・構造による区分                        | 用途・構造による区分                |
| 形式番号 | 国鉄時代                            | 国鉄時代                            | JR化以降                            | JR化以降                            | JR化以降                            | JR化以降                            | JR化以降                                    | JR化以降                            |
| 形式番号 | 制定当初                            | 1970年代以降                        | JR北海道                            | JR東日本                            | JR東海                              | JR西日本                            | JR西日本                                    | JR九州                              |
| 形式番号 | 制定当初                            | 1970年代以降                        | JR北海道                            | JR東日本                            | JR東海                              | JR化当初                            | 2005年度以降                                | JR九州                              |
| -------- | ----------------------------------- | ----------------------------------- | ----------------------------------- | ----------------------------------- | ----------------------------------- | ----------------------------------- | ------------------------------------------- | ----------------------------------- |
| 0        | 近距離用                            | 通勤形                              | 設定なし                            | 一般形                              | 設定なし                            | 通勤形・近郊形                      | 通勤形・近郊形 （1・3は現時点では設定なし） | 通勤形                              |
| 1        | 近距離用                            | 近郊形                              | 設定なし                            | 一般形                              | 一般形                              | 通勤形・近郊形                      | 通勤形・近郊形 （1・3は現時点では設定なし） | 近郊形                              |
| 2        | 近距離用                            | 近郊形                              | 一般形                              | 一般形                              | 設定なし                            | 通勤形・近郊形                      | 通勤形・近郊形 （1・3は現時点では設定なし） | 近郊形                              |
| 3        | 近距離用                            | 設定なし                            | 一般形                              | 一般形                              | 設定なし                            | 設定なし                            | 通勤形・近郊形 （1・3は現時点では設定なし） | 設定なし                            |
| 4        | 事業用・非旅客（荷物車・郵便車）用※ | 事業用・非旅客（荷物車・郵便車）用※ | 事業用・非旅客（荷物車・郵便車）用※ | 事業用・非旅客（荷物車・郵便車）用※ | 事業用・非旅客（荷物車・郵便車）用※ | 事業用・非旅客（荷物車・郵便車）用※ | 事業用・非旅客（荷物車・郵便車）用※         | 事業用・非旅客（荷物車・郵便車）用※ |
| 5        | 遠距離用                            | 急行形                              | 設定なし                            | 特急形                              | 設定なし                            | 急行形（設定なし）                  | 通勤形・近郊形 （現時点では設定なし）       | 設定なし                            |
| 6        | 遠距離用                            | 急行形                              | 設定なし                            | 特急形                              | 設定なし                            | 急行形（設定なし）                  | 通勤形・近郊形 （現時点では設定なし）       | 設定なし                            |
| 7        | 遠距離用                            | 急行形                              | 設定なし                            | 設定なし                            | 特急形                              | 急行形（設定なし）                  | 特急形                                      | 設定なし                            |
| 8        | 遠距離用                            | 特急形                              | 特急形                              | 設定なし                            | 特急形                              | 特急形                              | 特急形                                      | 特急形                              |
| 9        | 試験車※                             | 試験車※                             | 事業用車・試験車・試作車・予備など※ | 事業用車・試験車・試作車・予備など※ | 事業用車・試験車・試作車・予備など※ | 事業用車・試験車・試作車・予備など※ | 事業用車・試験車・試作車・予備など※         | 事業用車・試験車・試作車・予備など※ |

なお、営業用車両から事業用車や試験車などに改造された場合は、元の車両の形式数字を踏襲するケースが多い。

#### 一位
一位は、系列を表す場合奇数（1・3・5・7・9）を使用し、百位（電気方式）・十位（用途）の数字の組み合わせごとで、系列の登場した順に使用していない若い奇数から付番する。
また電動車（制御電動車も含む）の増備車のみが仕様変更などで形式（系列名）変更されても、制御機器などに変更がなければ制御車・付随車は形式を変更せずに増備される（485系のクハ481形・サロ481形、113系のクハ111形・サハ111形など）場合がある。
個々の車両形式を示す場合には次のとおり。
- 電動車（制御電動車も含む）の場合
  - MM'ユニット方式の場合、主制御装置を搭載するもの（M車、Mc車）に奇数、無いもの（M'車）に1減じた偶数を付番する。この場合、原則として奇数形式が奇数向き（東海道本線を基準として東京方）に配される。
  - 1M方式電動車の場合は、原則として奇数が付番される。
  - JR化後には同一の系列内にユニット方式と1M方式の電動車を含んだ系列の登場や系列内での組成変更などにより、奇数形式同士がユニットを組んだり、1M方式の電動車に偶数形式を与えるなど原則から外れた付番をされている場合もある。

- 制御車の場合
  - どちら向きにも使用できるものは原則として奇数が付番される。この場合、奇数向き（東海道線で東京方先頭車）・偶数向き（同、神戸方）を車両番号の偶数・奇数や番台区分で区別することがある。
  - 向きが限定されるものは奇数向きを奇数、偶数向きを1減じた偶数とする場合が多い。

- 付随車の場合
  - 原則的に基本形式には奇数が付番される。また、設備や搭載機器の違いにより1減じた偶数を付番することもある。

中には原則から外れたものもあり、最近では編成内で設備が異なる同形式車両が多いので、車両番号にオフセットを加えた番台区分で区別する場合がしばしば見られる。
この車両称号規程制定以前に新製されていた101系・151系・153系・155系については旧規程による形式番号（それぞれ90系・20系・91系・82系）を付与されて落成しており、この規程の制定により形式番号が改められた。

## 貨物電車の形式記号
| 形式記号 | 形式数字 | 形式数字 | - | 車両番号 |
| ○        | A        | NN       | - | XXXX     |
| -------- | -------- | -------- | - | -------- |
| Mc       | 2        | 50       | - | 1        |

形式数字のうち、Aは電気方式、NNは最高速度、Xは製造番号を表す。
| 記号 | 車種       |
| ---- | ---------- |
| Mc   | 制御電動車 |
| M    | 電動車     |
| T    | 付随車     |

|   | 百位     | 電気方式   | 使用電動機 |
| - | -------- | ---------- | ---------- |
| 1 | 直流     | 直流電動機 |            |
| 2 | 直流     | 交流電動機 |            |
| 3 | 直流     | その他     |            |
| 4 | 交直両用 | 直流電動機 |            |
| 5 | 交直両用 | 交流電動機 |            |
| 6 | 交直両用 | その他     |            |
| 7 | 交流     | 直流電動機 |            |
| 8 | 交流     | 交流電動機 |            |
| 9 | 交流     | その他     |            |

| 十位以下 | 最高速度    |
| -------- | ----------- |
| 00 - 49  | 110km/h以下 |
| 50 - 99  | 110km/h超   |

## 系列の一例
- 通勤形電車 - 103系・201系・301系など
- 近郊形電車 - 113系・115系・415系・711系など
- 急行形電車 - 165系・457系など
- 特急形電車 - 151系・183系・381系・485系など

### 今までに登場した系列
- ここでは消滅した系列や計画されていたが登場することがなかった系列についても記載している。

|      |   | 十位            | 十位    | 十位               | 十位   | 十位         | 十位   | 十位   | 十位   | 十位      | 十位                |
| 0    | 1 | 2               | 3       | 4                  | 5      | 6            | 7      | 8      | 9      |           |                     |
| ---- | - | --------------- | ------- | ------------------ | ------ | ------------ | ------ | ------ | ------ | --------- | ------------------- |
| 百位 | 1 | 101系           | 111系   | 121系              | E131系 | 141系        | 151系  | 161系  |        | 181系     | 191系               |
| 百位 | 1 | 103系           | 113系※  | 123系              |        | 143系        | 153系  | 163系  |        | 183系     | 193系               |
| 百位 | 1 | 105系           | 115系   | （124・125） 125系 |        | 145系        | 155系  | 165系  |        | 185系     |                     |
| 百位 | 1 | 107系           | 117系   | E127系             |        | 147系        | 157系  | 167系  |        | （187系） |                     |
| 百位 | 1 |                 | 119系   | E129系             |        |              | 159系  | 169系  |        | 189系     |                     |
| 百位 | 2 | 201系           | 211系   | 221系              | E231系 |              | 251系  | E261系 | 271系  | 281系     |                     |
| 百位 | 2 | 203系           | 213系   | 223系              | E233系 |              | 253系  |        | 273系  | 283系     |                     |
| 百位 | 2 | 205系           | 215系   | 225系              | E235系 |              | 255系  |        |        | 285系     |                     |
| 百位 | 2 | 207系           | E217系  | 227系              |        |              | E257系 |        |        | 287系     |                     |
| 百位 | 2 | 209系           |         |                    |        |              | E259系 |        |        | 289系     |                     |
| 百位 | 3 | 301系 EV-E301系 | 311系   | 321系              | E331系 |              | E351系 |        | 371系  | 381系     |                     |
| 百位 | 3 | 303系           | 313系   | 323系              |        |              | E353系 |        | 373系  | 383系     |                     |
| 百位 | 3 | 305系           | 315系   |                    |        |              |        |        |        | 385系     |                     |
| 百位 | 3 |                 |         |                    |        |              |        |        |        |           |                     |
| 百位 | 3 |                 |         |                    |        |              |        |        |        |           |                     |
| 百位 | 4 | 401系           | （411） | 421系              |        | （440・441） | 451系  |        | 471系※ | 481系     | （490・491） E491系 |
| 百位 | 4 | 403系※          | 413系   | 423系※             |        | 443系        | 453系※ |        | 473系※ | 483系※    | 493系 E493系        |
| 百位 | 4 |                 | 415系※  |                    |        |              | 455系  |        | 475系※ | 485系※    | 495系               |
| 百位 | 4 |                 | 417系   |                    |        |              | 457系※ |        |        |           | （497）             |
| 百位 | 4 |                 | 419系   |                    |        |              |        |        |        | 489系     |                     |
| 百位 | 5 | E501系          |         | 521系              | E531系 |              |        |        |        | 581系     | 591系               |
| 百位 | 5 |                 |         |                    |        |              |        | 583系※ |        |           |                     |
| 百位 | 5 |                 |         |                    |        |              |        |        |        |           |                     |
| 百位 | 5 |                 |         |                    |        |              |        |        |        |           |                     |
| 百位 | 5 |                 |         |                    |        |              |        |        |        |           |                     |
| 百位 | 6 |                 |         |                    |        |              | 651系  |        |        | 681系     |                     |
| 百位 | 6 |                 |         |                    |        |              | E653系 |        |        | 683系     |                     |
| 百位 | 6 |                 |         |                    | E655系 |              |        |        |        |           |                     |
| 百位 | 6 |                 |         |                    | E657系 |              |        |        |        |           |                     |
| 百位 | 6 |                 |         |                    |        |              |        |        |        |           |                     |
| 百位 | 7 | 701系           | 711系   | 721系 E721系       | 731系  | （740）      | E751系 |        |        | 781系     | （790・791）        |
| 百位 | 7 |                 | 713系   |                    | 733系  | （743）      |        |        |        | 783系     | （792）             |
| 百位 | 7 |                 | 715系   |                    | 735系  |              |        |        |        | 785系     |                     |
| 百位 | 7 |                 | 717系   |                    | 737系  |              |        |        |        | 787系     |                     |
| 百位 | 7 |                 | 719系   |                    |        |              |        |        |        | 789系     |                     |
| 百位 | 8 | EV-E801系       | 811系   | 821系              |        |              |        |        |        |           |                     |
| 百位 | 8 |                 | 813系   |                    |        |              |        |        |        | 883系     |                     |
| 百位 | 8 |                 | 815系   |                    |        |              |        |        |        | 885系     |                     |
| 百位 | 8 | 817系           |         |                    |        |              |        |        |        |           |                     |
| 百位 | 8 | BEC819系        |         |                    |        |              |        |        |        |           |                     |
| 百位 | 9 | 901系           |         |                    |        |              |        |        |        |           | E991系 FV-E991系    |
| 百位 | 9 |                 |         |                    |        |              |        |        | E993系 |           |                     |
| 百位 | 9 |                 |         |                    |        |              |        |        | E995系 |           |                     |
| 百位 | 9 |                 |         |                    |        |              |        |        |        |           |                     |
| 百位 | 9 |                 |         |                    |        |              |        |        |        |           |                     |

- （）で囲まれたものは、系列ではないが形式数字として存在するもの。
- （斜体）で書かれたものは、計画のみで実際には製造されなかったもの。
- 後ろに※のついている系列は、新製時に電動車（制御電動車を含む）ユニットのみが系列名と同じ形式数字および1減じた偶数を用いて登場している[注 30]もの。
- サロ124形・サロ125形は113系に含まれる。
- クハ411形・サハ411形は415系に含まれる。

## JR四国の車両
JR四国が所有している車両のうち、JR化後に新製された車両（電車・気動車）には形式と車両番号が一体となった4桁の数字のみの車両形式が用いられており、電車には千位が5 - 8の形式番号が使用されている。
国鉄から継承した車両とJR他社から購入した車両およびそれらの改造車はほとんどが国鉄時代の形式の付け方のままであるが、2016年に121系の機器・台車を更新した車両は、分割民営化後にJR四国が導入した7000系との連結を考慮したがため7200系という4桁数字の形式が与えられている。

## その他の慣例
碓氷峠でEF63形電気機関車と協調運転する機能を装備
元になった系列の一位を「9」に変更：例：165系→169系、183系→189系、485系→489系
当てはまらない系列：上記3系列以外で一位が「9」の系列
国鉄時代に登場したアルミ車体の直流用電車
百位「3」：例：301系、381系
狭小トンネル路線用のパンタグラフ取付部の低屋根構造
800番台：例：クモハ100、モハ100、モハ114、モハ164
800番台が存在するが狭小トンネル路線を通過しないため低屋根構造ではない形式：モハ112、モハ414、モハE231
試作的なもの
900番台：例：101系900番台、165系900番台→169系900番台、201系900番台、207系900番台、901系→209系900番台、209系950番台→E231系900番台
9000番台：223系9000番台（クモハ223-9001→クモヤ223-9001）
試作車が900番台・9000番台を名乗らない形式：207系（JR西日本）量産先行車、415系1900番台、681系量産先行車→681系1000番台
当てはまらない系列：900番台を名乗るが試作要素がない系列：717系900番台